# غريغوري ميلهاك
غريغوري ميلهاك (بالفرنسية: Grégory Meilhac)‏ هو لاعب كرة قدم فرنسي في مركز الهجوم، ولد في 5 سبتمبر 1971 في Ganges, Hérault ‏ في فرنسا. لعب مع نادي غرونوبل ونيم أولمبيك.

## وصلات خارجية
- غريغوري ميلهاك على موقع قاعدة بيانات كرة القدم.إي يو (الإنجليزية)